# Гранд Салин (Тексас)
Гранд Салин (енгл. Grand Saline) град је у америчкој савезној држави Тексас. По попису становништва из 2010. у њему је живело 3.136 становника.

## Демографија
Према попису становништва из 2010. у граду је живело 3.136 становника, што је 108 (3,6%) становника више него 2000. године.
| Група             | 2000.         | 2010.         |
| Белци             | 2.549 (84,2%) | 2.396 (76,4%) |
| Афроамериканци    | 18 (0,6%)     | 22 (0,7%)     |
| Азијати           | 4 (0,1%)      | 13 (0,4%)     |
| Хиспаноамериканци | 428 (14,1%)   | 655 (20,9%)   |
| Укупно            | 3.028         | 3.136         |